# Cylindrothecium akitense
Cylindrothecium akitense är en bladmossart som först beskrevs av Bescherelle, och fick sitt nu gällande namn av Jean Édouard Gabriel Narcisse Paris 1900. Cylindrothecium akitense ingår i släktet Cylindrothecium, klassen egentliga bladmossor, divisionen bladmossor och riket växter. Inga underarter finns listade i Catalogue of Life.